# القاعدة (حبيش)

تعديل مصدري - تعديل

القاعدة محلة تابعة لقرية راس حبيش، التابعة لعزلة جبل خضراء بمديرية حبيش إحدى مديريات محافظة إب في الجمهورية اليمنية، بلغ تعداد سكانها 132 حسب تعداد اليمن لعام 2004.